# Jozef Markuš
Jozef Markuš (Nyíregyháza, 1944. március 13. – 2025. március 3.) szlovák politikus, a Matica slovenská elnöke (1990–2010).

## Pályafutása
Családja a szlovák-magyar lakosságcsere keretén belül 1947 áprilisában hagyta el önszántából Magyarországot. A Felvidéken, Felsőszecsén telepedtek le, egy onnét kitoloncolt magyar család házában. Középiskolai tanulmányait az Aranyosmaróti Mezőgazdasági Szakközépiskolában végezte. Felsőfokú végzettségét a Pozsonyi Közgazdasági Főiskolán szerezte meg. 1985 és 1989 között a Szlovák Tudományos Akadémia gazdasági és prognosztikai intézetének munkatársa volt. 
Az 1989-es rendszerváltást követően alelnöke volt az első szabad választásokig fennálló átmeneti szlovák kormánynak.[forrás?] 1990 és 2010 között a Matica slovenská szlovák kulturális intézmény elnöke volt. 2010-ben a tisztújításon alulmaradt Marián Tkáč-csal szemben.
2015 novemberében vádat emeltek ellene a szervezet élén elkövetett hűtlen kezelés gyanújával.

## Fordítás
- Ez a szócikk részben vagy egészben a Jozef Markuš című szlovák Wikipédia-szócikk ezen változatának fordításán alapul.  Az eredeti cikk szerkesztőit annak laptörténete sorolja fel. Ez a jelzés csupán a megfogalmazás eredetét és a szerzői jogokat jelzi, nem szolgál a cikkben szereplő információk forrásmegjelöléseként.